# Оґюст Лабур
Оґюст Л. Лабур (фр. Auguste L. Labourt; L.-A. Labourt; 1793, Монморійон, департамент В'єнна — 1859, Дуллан, департамент Сомма) — французький археолог і економіст.
1823 року прибув в місто Дуллан як королівський прокурор, а в липні 1830 покинув цей пост у зв'язку з липневою революцією. Пізніше, аж до своєї смерті, був мером Дуллана.
Лабур опублікував кілька книг. Однією із перших була його праця про друїди. Пізніше він написав роботу «Bête Canteraine» про графа Півдні III де Кандавене.
Популярність йому принесли археологічні роботи про походження та історії більшості міст Пікардії. Також були широко відомі і кілька разів перевидавалися його книги, присвячені соціально-економічній проблематиці — дітям-сиротам і сирітським будинкам, алкоголізму і товариствам тверезості, влаштуванню лепрозоріїв та ін.
За свої наукові роботи Лабур був нагороджений трьома золотими медалями.

## Твори

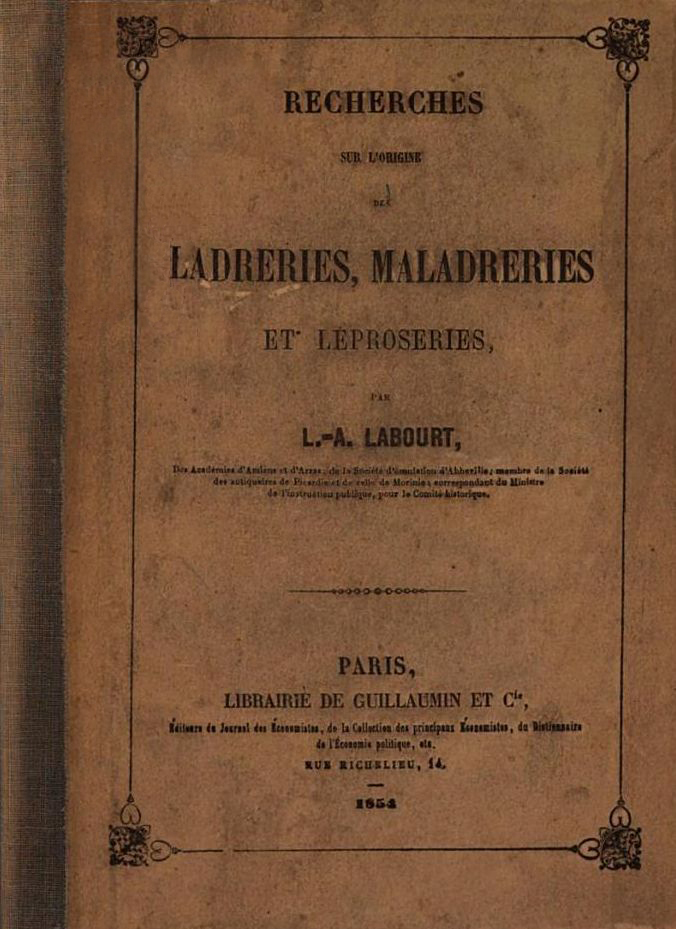
Обкладинка книги «Recherches sur l'origine des lardreries, maladreries et léproseries»

- «Considérations sur l'intempérance des classes laborieuses et l'établissement en France de sociétés de sobriété». Broch. in-8 (1838). («Роздуми про пияцтво робочих класів і установі у Франції товариств тверезості»)
- «Essai sur l'origine des villes de Picardie» (Ам'єн, 1840) («Есе про походження міст Пікардії»)
- «La Bête Canteraine» (1845)
- «Recherche historique sur les enfants trouves, ou examen de la question de savoir s'il convient ou non de substituer en France des maisons dites d'orphelins aux hospices d'enfants trouves» (Париж, 1845)
- «Recherches historiques et statistiques sur l'intempérance des classes laborieuses et sur les enfants trouvés, ou des moyens qu'il convient d'employer pour remédier à l'abus des boissons enivrantes, et pour améliorer le régime des enfants trouvés» (2-ге видання робіт «Considérations sur l'intempérance des classes laborieuses et l'établissement en France de sociétés de sobriété» і «Recherche historique sur les enfants trouves ou examen de la question de savoir s'il convient», Париж, 1848)
- «L'Eau de Mort»
- «Recherches sur l'origine des lardreries, maladreries et léproseries» (Париж, 1854).